# Corconne
Corconne település Franciaországban, Gard megyében. Lakosainak száma 620 fő (2022. január 1.). Corconne Brouzet-lès-Quissac, Liouc, Pompignan, Claret, Sauve, Sauteyrargues és Vacquières községekkel határos.

## Népesség
A település népességének változása:
| Lakosok száma | 263  | 307  | 386  | 557  | 545  | 540  | 542  | 587  | 609  | 620  |
|               | 1968 | 1982 | 1990 | 2006 | 2013 | 2015 | 2017 | 2019 | 2020 | 2022 |